# Chromis limbata
A chromis limbata, conhecida pelos nomes comuns de castanheta-amarela, é um peixe teleósteo da classe Actinopterygii (animais com barbatanas estruturadas por raios moles e segmentados), que pertence à maior e mais diversificada ordem de peixes, os perciformes e está inserida na família dos Pomacentridae, onde também se incluem os peixe-palhaço, emblemáticos vertebrados das águas tropicais.
Nos Açores e na Madeira tem apenas mais um parente, a Abudefduf luridus, com quem partilha o habitat. A castanheta-amarela foi identificada pela primeira vez por Achille Valenciennes em 1833.

## Nomes comuns
Dá ainda pelos seguintes nomes comuns: castanheta (não confundir a Abudefduf luridus , nem com a abudefduf saxatilis, que com ela partilham este nome), castanheta-branca e castanheta-baía.

## Distribuição
Esta espécie tem a sua distribuição restrita às ilhas da Macaronésia, no Oceano Atlântico-Este, desde as águas temperadas dos Açores até às Canárias e passando pelas águas quentes da Madeira. Há também registos destes animais na costa oeste africana entre o Senegal e o Congo.

## Biologia
A castanheta-amarela é uma espécie encontrada no infralitoral. É frequente encontra-la na maior parte do ano em cardumes abundantes com machos, fêmeas e juvenis, todos eles morfologicamente idênticos. Unicamente no verão, altura em que se dá a reprodução desta espécie, se pode encontrar diferenças na coloração dos machos, tornando-se bem mais coloridos e com cores mais vistosas. Nesta altura, os cardumes são apenas de fêmeas e de juvenis já que, esta é uma espécie com cuidados parentais apenas exercidos pelos machos e na época das posturas os machos estão de vigia aos ninhos.

## Descrição geral
A castanheta-amarela apresenta um corpo oblongo, podendo atingir os 15 cm de comprimento, mas geralmente medem entre os 10 cm e os 13 cm.
Caracteriza-se pelos grandes olhos, pela boca particularmente protráctil e pela barbatana caudal, que é é bifurcada e dispõe de lobos pontiagudos. A coloração destes indivíduos é castanho-dourada, sendo que as barbatanas dorsais e ventrais são amarelas e as barbatanas dorsal e anal, por seu turno, exibem uma coloração negra junto à parte anterior. Há dimorfismo sexual, porquanto o macho apresenta um tom de rosa violáceo na altura do acasalamento e os juvenis regra geral são amarelo-esverdeados.

## Ecologia e comportamento

### Habitat
Esta espécie habita fundos rochosos do infralitoral desde os 3 m aos 50 m de profundidade, onde os machos e fêmeas, adultos e juvenis, formam densas agregações a meia água. Durante o verão, os machos defendem os seus territórios e preparam cuidadosamente os seus ninhos. Os machos mais velhos e fortes possuem vantagem para escolher os territórios mais vantajosos em detrimento dos machos mais jovens e inexperientes. Durante este período os machos cuidam dos ovos que estão agarrados aos substratos rochosos e apresentam uma coloração violácea.

### Alimentação
Peixe que se alimenta de pequenos animais associados aos fundos ou que vivem na coluna de água. A sua dieta principal é constituída por organismos planctónicos, desde pequenos crustáceos como os copépodes e as dáfnias, mas também de ovos de peixes e de larvas de gastrópodes, peixes e de bivalves.

### Predadores
Os predadores da castanheta-amarela são o peixe-rei, sargos, garoupas e outras castanhetas. Dentro da própria espécie ocorre também canibalismo. Para além dos  progenitores alimentarem-se de parte da sua descendência (canibalismo filial), as outras castanhetas-amarelas, também se alimentam dos ovos dos progenitores sempre que estes estão desatentos (heterocanibalismo).

## Reprodução e ciclo de vida
A época de acasalamento da castanheta-amarela inicia-se em Junho estendendo-se até Setembro. Neste período os machos estabelecem os seus territórios no fundo rochoso e defendem a sua área tendo como ponto focal a protecção do seu ninho. Os machos territoriais modificam a sua coloração, de castanho amarelado para azul violáceo, que se pode intensificar até o animal ficar azul pálido. Esta alteração de cor permite identificar facilmente os indivíduos que estão em defesa de um território, indicando a presença de um ninho nas imediações e é também uma maneira de o macho cativar a atenção das fêmeas, para além dos vários comportamentos de corte, habituais em muitas espécies. De entre estes comportamentos destacam-se o “signal jumping” e o “tail fliking jump” que gozam de um grande impacto visual. No “signal jumping” o animal sobe na vertical, sobre o ninho, muda de direcção e regressa ao ninho, tudo isto a grande velocidade, dando a sensação que o animal está aos pulos. No “tail fliking jump” o macho nada em círculos com a cabeça para baixo sacudindo agitadamente a barbatana caudal. Estas condutas podem estar associadas com “rubbing”, comportamento que simula o arejamento dos ovos com as barbatanas peitorais, mas neste caso, ainda não existem ovos. Pensa-se que os machos adoptam este comportamento para exibir às fêmeas que são capazes de assegurar uma boa oxigenação dos ovos, fundamental à sobrevivência dos mesmos. Após o macho exibir todos os seus dotes de “sedutor” será ressarcido, ou não, com a aprovação da fêmea para acasalar, acasalamento esse que pode ter a duração de ínfimos segundos ou alongar-se por uns 15 minutos. Tanto os machos como as fêmeas são promíscuos, podendo acasalar com parceiros distintos. Os machos podem receber posturas de companheiras diferentes que vão formar uma massa homogénea de ovos no seu ninho. Existem ainda os machos oportunistas, os quais aproveitam o facto do macho estar distraído nos seus deveres “nupciais” e simplesmente libertam os seus gâmetas sobre as posturas que ainda não foram fertilizadas. Este comportamento é partilhado pelos machos mais jovens, já que para eles seria difícil competir com os machos mais velhos e maiores. Para além disso todo o processo de protecção da prole será conduzido pelo macho imprudente, livrando-se assim, os machos mais jovens, de uma tarefa árdua e de extremo desgaste. Em oposição a estes machos oportunistas, existem outros que adoptam as posturas de outros indivíduos que terão perecido, cuidando dos ovos até à eclosão. Este comportamento poderá estar associado a uma estratégia reprodutora, criando a falsa impressão nas fêmeas que o macho é um bom progenitor, levando-as a acasalar com ele, uma vez que as fêmeas preferem acasalar com machos que já tenham ovos ao seu cuidado. Após esta fase de acasalamento, vem uma outra não menos importante, os cuidados parentais, durante a qual o macho protege os embriões até à eclosão. Esta é uma fase bastante importante e delicada para o progenitor. As posturas carecem de cuidados constantes, especialmente oxigenação, para que todos os ovos recebam oxigénio de igual modo e protecção contra intrusos e predadores. Este cuidado extremo por vezes obriga a confrontos que provocam ferimentos no progenitor que, embora seja raro, podem ser-lhe fatais. Devido ao pouco tempo que o macho usufrui e por não se puder ausentar do ninho, a sua alimentação é muito pobre, originando um desgaste muito acentuado do animal. Para precaver que este desgaste tenha consequências nefastas para a sobrevivência da sua ninhada, o macho alimenta-se de parte da sua prole (canibalismo filial). Tal atitude pode entrar em contradição com toda a lógica de cuidados parentais, mas ao fazê-lo o progenitor melhora a sua condição física, proporcionando à coorte restante, melhores cuidados parentais e com isso aumentando a sua probabilidade de sobrevivência. Uma curiosidade associada à reprodução destes animais é que há um sincronismo na altura da reprodução, isto é, todos os indivíduos de uma colónia acasalam no mesmo dia e os embriões têm o mesmo período de desenvolvimento. Uma vez que os embriões irão eclodir todos em simultâneo a probabilidade destes sobreviverem será maior, já que vão formar extensões muito largas com milhões de pequenas larvas planctónicas, iludindo os predadores. Caso as larvas eclodissem individualmente, ficariam mais facilmente à mercê dos predadores, diminuindo as suas hipóteses de sobrevivência.
No final de Setembro os reprodutores regressam ao cardume e voltam a tolerar a presença de outros indivíduos próximo de si. Utilizarão os meses de Inverno para se alimentarem e recuperarem a forma física perdida, para que no Verão seguinte estejam de novo em condições de acasalar e garantir a perpetuação do seu património genético.

## Conservação
A castanheta-amarela beneficia da criação de uma série de áreas protegidas nomeadamente no arquipélago dos Açores, apesar de não haver quaisquer dados, nem indicações que sugiram um decréscimo na sua população. A criação destas áreas protegidas só trará vantagens a estes animais e aos demais que fazem parte da fauna e flora marinha dos Açores, uma vez que toda a biodiversidade beneficia com as medidas implementadas para a protecção destes habitats.